# Віллоу-Стріт (Пенсільванія)
Віллоу-Стріт (англ. Willow Street) — переписна місцевість (CDP) в США, в окрузі Ланкастер штату Пенсільванія. Населення — 9149 осіб (2020).

## Географія
Віллоу-Стріт розташований за координатами 39°58′52″ пн. ш. 76°16′9″ зх. д. / 39.98111° пн. ш. 76.26917° зх. д. (39.981158, -76.269188).  За даними Бюро перепису населення США в 2010 році переписна місцевість мала площу 14,12 км², з яких 14,07 км² — суходіл та 0,05 км² — водойми.

## Демографія
Згідно з переписом 2010 року, у переписній місцевості мешкало 7578 осіб у 3521 домогосподарстві у складі 2124 родин. Густота населення становила 537 осіб/км².  Було 3834 помешкання (271/км²).
Расовий склад населення:
| - 96,5 % — білих - 0,9 % — чорних або афроамериканців - 0,9 % — азіатів - 0,1 % — корінних американців |

До двох чи більше рас належало 0,7 %. Частка іспаномовних становила 2,5 % від усіх жителів.
За віковим діапазоном населення розподілялося таким чином: 15,7 % — особи молодші 18 років, 40,1 % — особи у віці 18—64 років, 44,2 % — особи у віці 65 років та старші. Медіана віку мешканця становила 58,6 року. На 100 осіб жіночої статі у переписній місцевості припадало 80,6 чоловіків;  на 100 жінок у віці від 18 років та старших — 77,9 чоловіків також старших 18 років.
Середній дохід на одне домашнє господарство  становив 69 635 доларів США (медіана — 59 107), а середній дохід на одну сім'ю — 83 458 доларів (медіана — 78 529). Медіана доходів становила 46 431 долар для чоловіків та 34 632 долари для жінок. За межею бідності перебувало 5,2 % осіб, у тому числі 8,0 % дітей у віці до 18 років та 3,9 % осіб у віці 65 років та старших.
Цивільне працевлаштоване населення становило 2716 осіб. Основні галузі зайнятості: освіта, охорона здоров'я та соціальна допомога — 26,0 %, виробництво — 13,6 %, роздрібна торгівля — 11,9 %.